# Война Текумсе

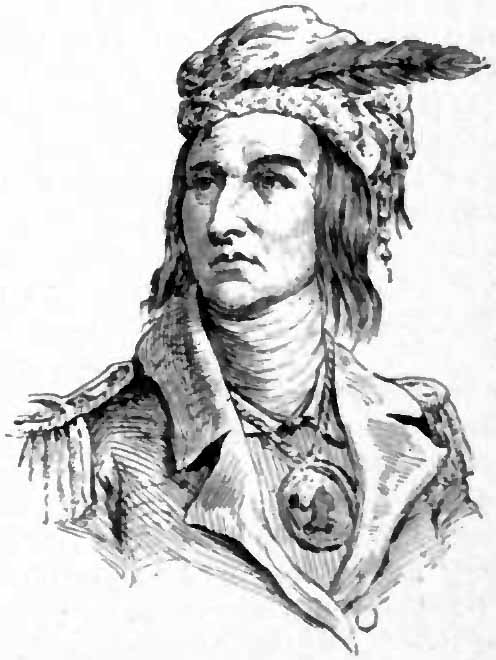
Текумсе

Война Текумсе или Восстание Текумсе — вооружённый конфликт между США и Конфедерацией Текумсе, происходивший на Старом Северо-Западе США с 1811 года по 1812 год.

## Образование индейского союза
После заключения Гринвилльского договора индейские племена, принимавшие участие в Северо-западной войне, стали покидать свои земли. Многие племена стали селиться на землях майами, смешиваться друг с другом и основывать совместные поселения.
В 1805 году среди шауни объявился пророк по имени Лалаветика. Его духовное учение призывало к отказу от межплеменных войн и ограничению контактов с белыми людьми, которые, по его мнению, являлись причиной многих бед индейцев. Он призывал к отказу от алкоголя, одежды и товаров белого человека. Лалаветика сменил своё имя на Тенскватава, в переводе с языка шауни — Открытая Дверь. После того, как он предсказал солнечное затмение в 1806 году, количество его последователей стремительно возросло. Тенскватава являлся братом Текумсе, уважаемого военного лидера шауни.
Растущая популярность Тенскватавы привлекала к нему новых последователей Вождь племени потаватоми Уинамак пригласил Тенскватаву, Текумсе и их людей на земли своего племени, на северо-западе современного штата Индиана. Тенскватава приглашение принял и основал поселение Профетстаун или Город Пророка, недалеко от места слияния рек Уобаш и Типпекану.
В результате в районе Профетстауна образовался индейский альянс, ставший известным как Конфедерация Текумсе. Военным лидером индейского союза стал Текумсе. В состав союза входили: шауни, делавары, потаватоми, фоксы, сауки, кикапу, веа, майами, оттава, пианкашо, минго, сенека, оджибве, чикамога-чероки и вайандоты. Под руководством Текумсе находилось около 3000 воинов, разбросанных на территории Старого Северо-Запада.

## Договоры Гаррисона

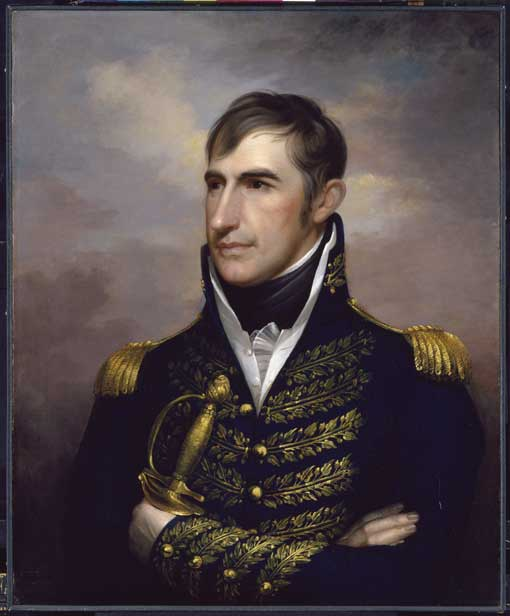
Уильям Генри Гаррисон, портрет. (Рембрандт Пил, 1814)

В 1800 году губернатором Территории Индиана был назначен Уильям Генри Гаррисон, бывший адъютант генерала Энтони Уэйна. Он стремился завладеть правами на индейские земли, чтобы привлечь поселенцев. Гаррисон заключил с индейцами многочисленные договоры о землепользовании, в том числе договор в Форт-Уэйне 30 сентября 1809 года, по которому вожди индейцев продали три миллиона акров (около 12 000 км²). Военный лидер шауни, Текумсе, настаивал, что договор, заключённый в Форт-Уэйне, незаконен. Он отверг этот договор и начал объединять недовольных из разрозненных индейских племён. Текумсе планировал объединить все индейские племена северо-востока и востока США.
В 1810 году на совещании с Гаррисоном он потребовал, чтобы президент США отменил договор, и предупредил, что американцы не должны пытаться поселяться на землях, проданных по договору. Гаррисон не согласился с ним и настаивал, что племена могут иметь индивидуальные отношения с США. Текумсе предупредил Гаррисона, что он будет искать союз с Британией, если конфликт перерастёт в войну. В августе 1811 года Текумсе вновь встретился с Гаррисоном в Винсенсе, в столице Территории Индиана, где заверил его, что шауни хотели бы остаться в мире с США, но должны быть урегулированы разногласия между ними. Возможно, лидер шауни хотел таким образом выиграть время и усилить конфедерацию. После встречи с Гаррисоном Текумсе отправился на юг, чтобы встретиться с представителями Пяти цивилизованных племён. Большая часть южан отклонила призыв Текумсе, его поддержала лишь часть криков.

## Сражение при Типпекану

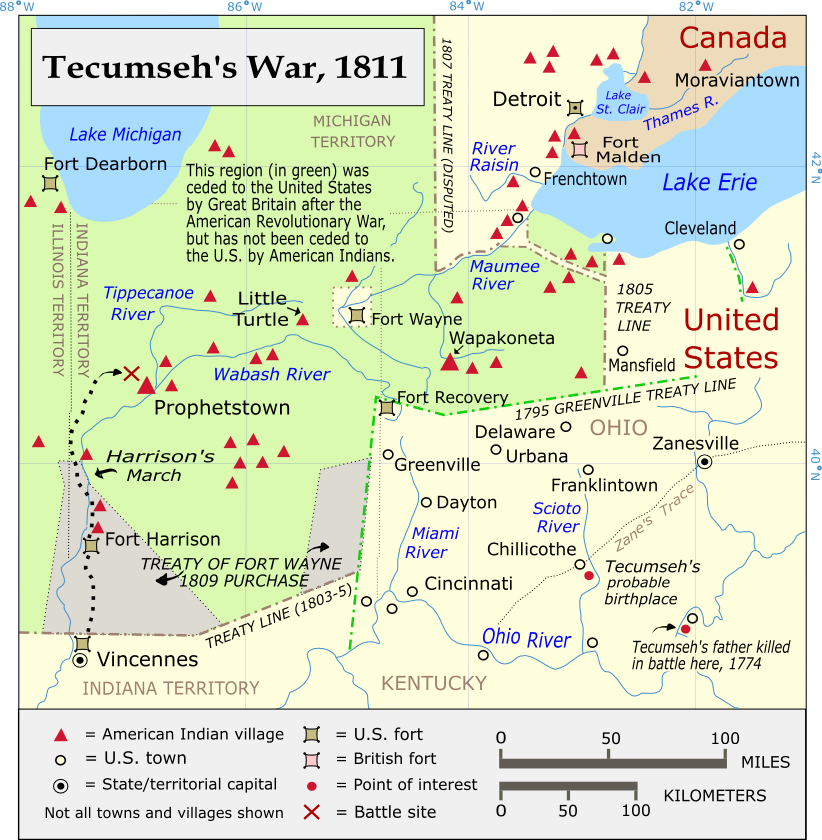
Ход войны Текумсе.

Во время отсутствия военного лидера конфедерации Уильям Гаррисон собрал отряд из солдат и ополченцев и в начале ноября 1811 года двинулся к Профетстауну. Под руководством Гаррисона находились 250 солдат 4-го американского пехотного полка, 100 добровольцев из Кентукки и почти 700 ополченцев Индианы.
Отправляясь на встречу с представителями Пяти цивилизованных племён, Текумсе запретил брату вступать в вооружённый конфликт с американцами, однако несколько индейских воинов напали на поселения белых, расположенных неподалёку от Профетстауна. Нападение индейцев послужило предлогом для вооружённого вторжения Гаррисона. Тенскватава в отсутствии Текумсе оказался перед выбором — готовиться к сражению или идти на мирные соглашения с американцами. В результате индейцы решили атаковать армию США. 7 ноября 1811 года состоялось сражение между воинами конфедерации и американцами. Индейцы потерпели поражение в битве, а Профетстаун был сожжён. На следующий день армия Гаррисона вернулась в Винсенс.

## Окончание войны
Поражение в битве при Типпекану стало тяжёлым ударом для конфедерации Текумсе. Тенскватава потерял многих своих последователей и доверие своего брата. Сам Текумсе попытался восстановить индейский союз и вернуть ему былую мощь.
С началом англо-американской войны Текумсе, вместе со своими сторонниками, присоединился к британской армии. Его воины сыграли решающую роль при взятии британцами Детройта, а сам Текумсе был произведён в бригадные генералы британской армии.
Текумсе погиб 5 октября 1813 года. Он был убит в сражении на реке Темсе, в рукопашной схватке. С его смертью окончательно распался индейский союз.